# Litchi
Litchi (Litchi chinensis) er et middelstort, stedsegrønt træ med spredtsiddende, ligefinnede blade. Småbladene er ovale og helrandede. I udspring er bladene kobberrøde, men senere udvikles den græsgrønne, blanke overflade på oversiden og den matgrønne underside. Blomsterne er små og hvide med en gul-grøn tone. De sidder samlet i store, endestillede klaser. Frugten er en stenfrugt, hvor den ydre, røde skal er læderagtig. Frugtkødet er hvidt og saftigt med en fasthed som druer. Kernen er en nøddeagtig, blank sten. Frugterne er modne ca. 100 dage efter blomstringen, dvs. løbende fra juli til oktober.
Ikke synlige træk
Frugtstenen er noget giftig og bør ikke spises.
Størrelse
10 x 8 m.
Hjemsted
Arten hører hjemme i de stedsegrønne regnskove i Sydøstasien, herunder det sydøstligste Kina. På øen Haina findes træet i en blandet skov, som også omfatter f.eks. Amesiodendron chinense, Dillenia turbinata, 
Diospyros hainanensis, Dysoxylum binectariferum, Gironniera subaequalis, Heritiera parvifolia, Homalium hainanensis, 
Hopea hainanensis, Hydnocarpus hainanense, Lithocarpus fenzelianus, Ormosia balansae, Podocarpus imbricata, Pterospermum heterophyllum, Schefflera octophylla, 
Sindora glabra og Vatica hainanensis.
Anvendelse
Frugterne, litchifrugter eller kærlighedsfrugter, er meget rige på c-vitamin, De forhandles af og til hos danske grønthandlere, og de ses ofte udbudt på sydlandske markeder.